# Citrus latifolia
Limettier de Perse, Limettier de Tahiti
Pour les articles homonymes, voir Limettier.
Espèce
Classification APG III (2009)
Citrus × latifolia est un hybride de la famille des Rutaceae.
Cet arbre fruitier est appelé Limettier de Perse ou Limettier de Tahiti. Son fruit est la lime de Perse ou lime de Tahiti, couramment appelée citron vert et parfois lime gros-fruit.
Il s'agit d'une espèce différente de C. aurantiifolia, le Limettier du Mexique, qui produit la lime acide ou lime petit-fruit.
Le Limettier de Tahiti est naturellement triploïde et le fruit est sans pépin. C'est l'un des deux seuls cas de polyploïdie naturelle chez les limes, avec une lime tétraploïde naturelle (Giant Key Lime), semis d'une lime mexicaine obtenue en 1973 par HC Barrett (US Horticultural Resarch Laboratory Orlando).

## Histoire et dénomination

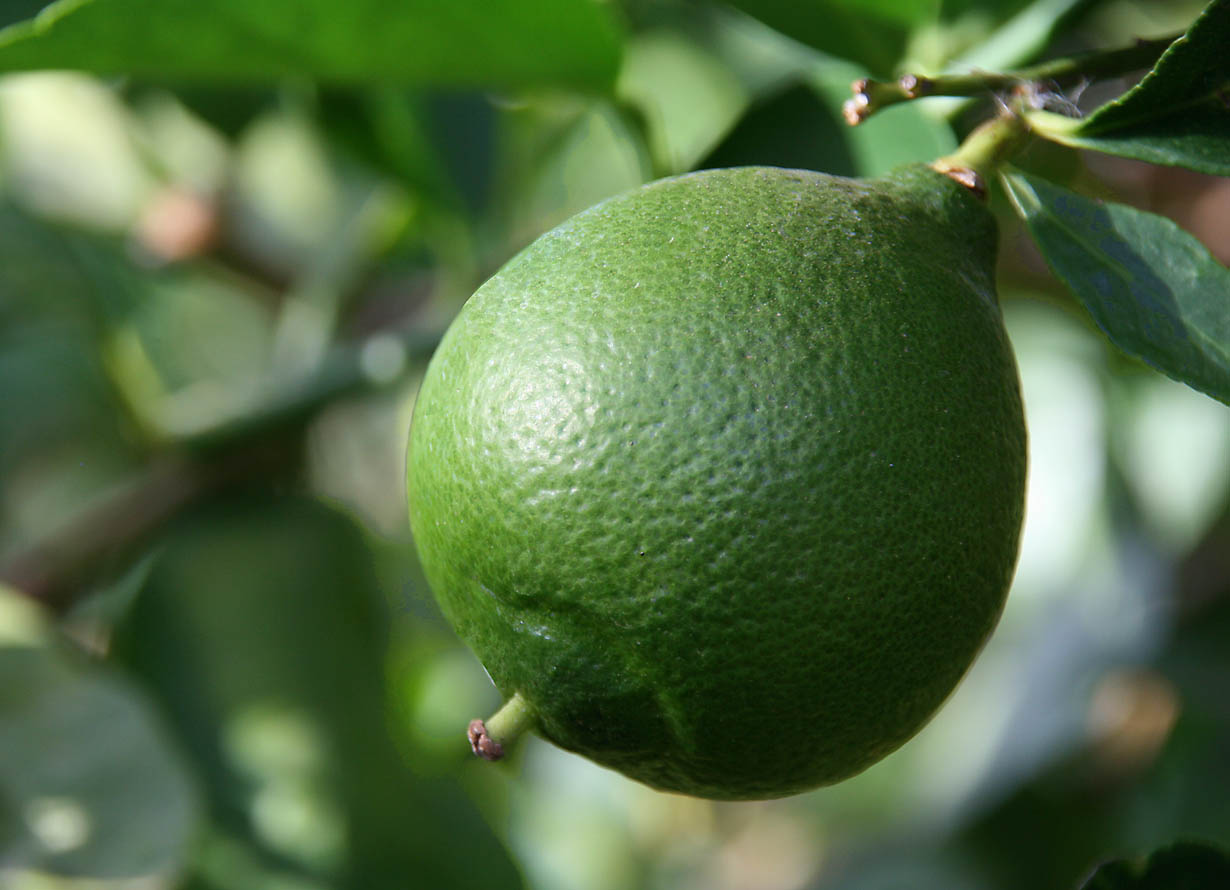
Lime de Perse, mamelonnée avec reste du style et du stigmate.

À partir de marqueurs cytoplasmiques et nucléaires, une publication franco-espagnole donne C. latifolia comme résultant de la fécondation d'un ovule haploïde de C. limon (un citron) par un gamète diploïde de C. aurantiifolia (une lime acide). La diffusion du citronnier vers la ceinture tropicale datant du XVIe siècle  la naissance de la lime de Perse est postérieure.
Le limettier fut introduit en Californie, entre 1850 et 1880, en provenance de Tahiti. D’où son nom lime de Tahiti, qui le suivra en Floride en 1930, et plus tard dans sa lente diffusion en Amérique centrale puis du sud et en Espagne. Cet agrume n'est pas polynésien, il venait probablement du Brésil d'où il a été diffusé en Océanie en 1824 sous le nom de lime de Perse. L’hypothèse la plus formulée est que les Portugais auraient apporté le fruit au Brésil depuis l'Afrique du Nord ; ce serait la lime Sakhesli (lime de Chios) cultivée en Tunisie.
Cette lime n'est donc pas originaire de Tahiti, et le climat de Perse ne correspond pas aux besoins de  C. aurantiifolia, géniteur de la lime dite ”de Perse”. Ni Henri Chapot voyageant en Iran en 1958  à la recherche de cette plante, ni la philologie  ne montrent l’existence d'un fruitier de type C. latifolia en Perse.

### Taxonomie
Sont admis : Citrus ×latifolia (Yu.Tanaka ex Yu.Tanaka) Yu.Tanaka, Citrus latifolia (Yu. Tanaka) Tanaka, Citrus x latifolia (Yu. Tanaka) Tanaka ex Q.Jimenez, Citrus ×aurantiifolia var. latifolia Yu.Tanaka ex Yu.Tanaka (1946), Citrus latifolia, Tanaka, cv. Tahiti.

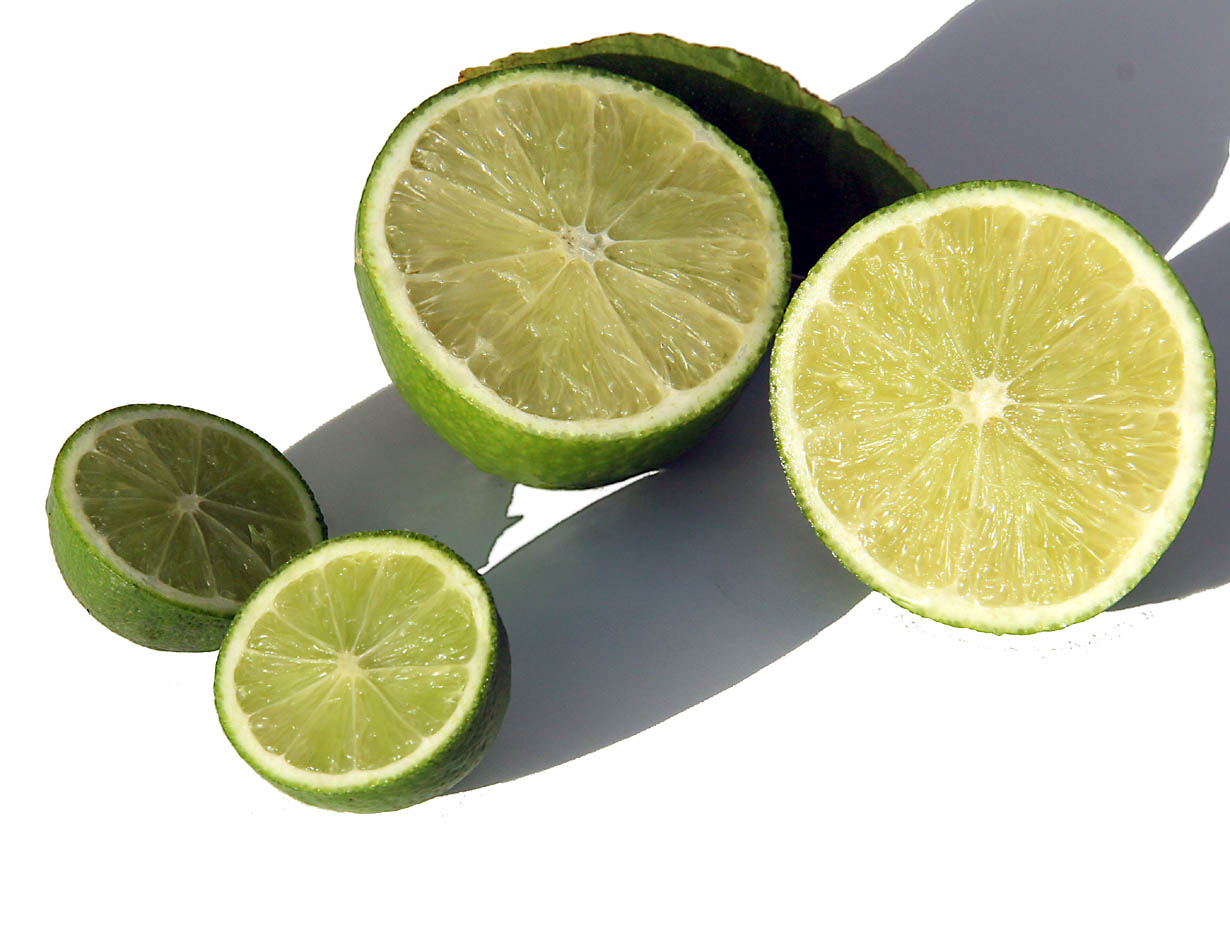
Lime acide tropicale à gauche et lime de Perse à droite

## Culture
L'arbre est vigoureux, le port étalé et retombant. Le fruit plus petit que le citron et plus gros que la lime acide. La floraison est remontante. En milieu tropical les conditions environnementales et les porte greffes affectent fortement la quantité de jus contenu dans le fruit. Le citron Volkamer est le porte-greffe qui donne les meilleurs résultats en grande culture.
Le limettier de Tahiti ou de Perse est plus rustique que la lime acide (C. aurantiifolia), sa rusticité est équivalente à celle du citron et donnée pour les zones USDA 9a (-6 °C = 20 °F) à 11. L'arbre est aussi de plus grande taille que C. aurantiifolia, sa culture s'étend aux pays tempérés chauds. Elle domine le marché des limes  (470 millions de t. en 2010) qui est en constante augmentation depuis 1980.
En Floride, qui produisait 90 % des limes de Tahiti aux États-Unis, la culture à grande échelle commence en 1980, 50 000 t. sont produites en 1985. Ce fut un sommet de production. Le Mexique et le Brésil sont devenus les principaux producteurs de lime de Tahiti, transformée, consommée et exportée principalement en jus. Le sous-produit est l'huile essentielle (entre 15 et 50 t. par an). L'Espagne et le Portugal ne cultivent ce fruit que depuis les années 1990, leur potentiel est considéré comme important l'introduction en Inde date des années 1980. Les États-Unis sont le premier importateur mondial.

## Utilisation

### Lime fraîche
La lime de Perse a les mêmes utilisations en cuisine que les limes au sens générique, sa moindre acidité lui fait préférer les limes acides dans les boissons froides: les plus réputées étant le Ti-punch et la caïpirinha.

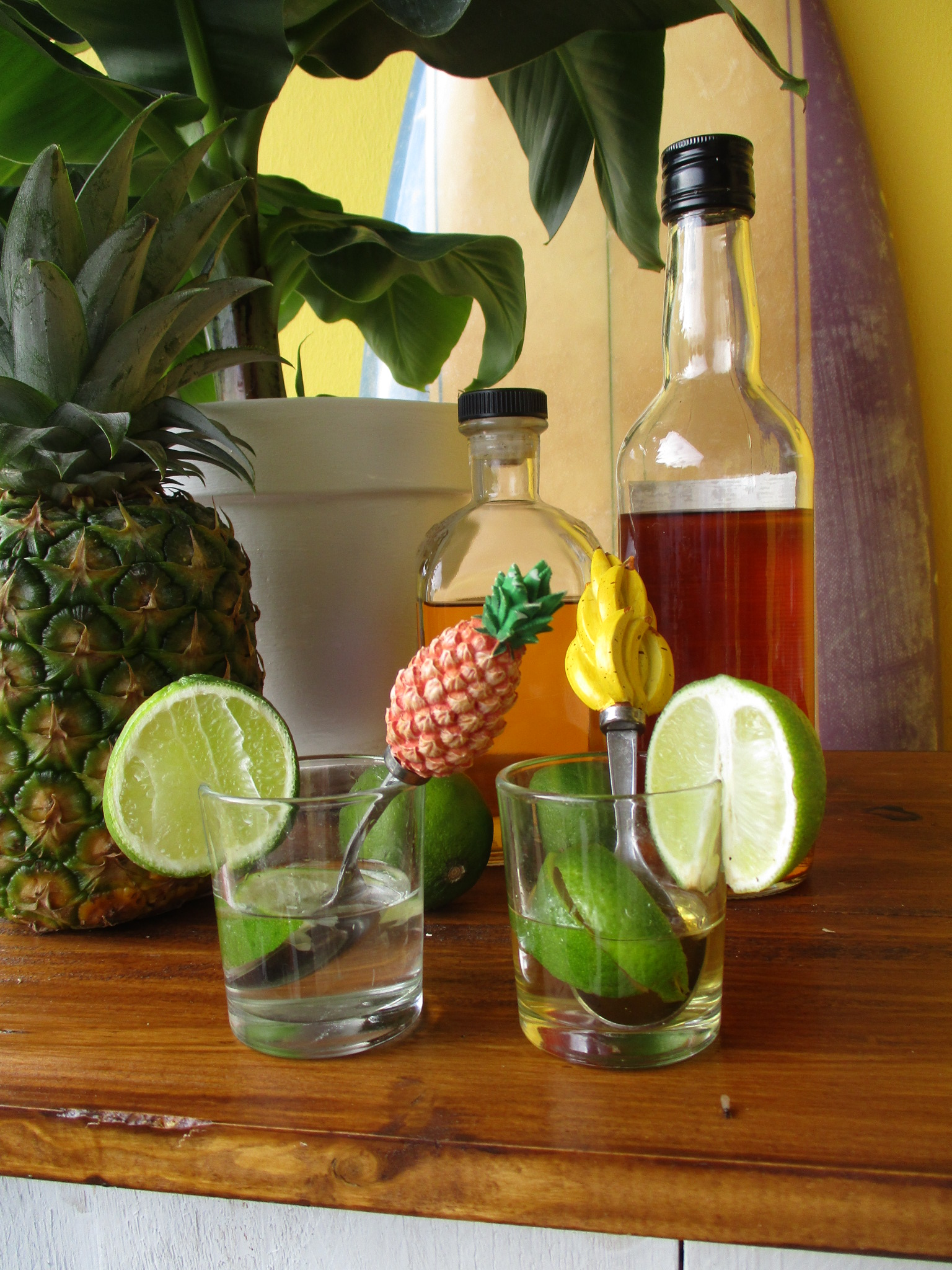
Ti-punch

En revanche sa douceur s'accorde bien avec le goût de coco : le poisson cru à la tahitienne se prépare avec du poisson, du lait de coco et du jus de lime. Son acidité est adaptée aux fruits tropicaux, ananas, papaye, (Banana, lime and priprioca caramel ravioli : chef Alex Atala), avec les crustacés (Sauce veloutée à la lime de Perse, cannelloni de céleri farci de crustacés : chef Eric Ripert).
L'huile d'olive se parfume à la lime de Perse.

### Lime sèche
Bouillie puis séchée au soleil, la lime de Perse prend la forme d'une balle brune et rabougrie ; elle se nomme alors loumi dans les pays du Golfe et noomi basra ou limu omani en Iran. Originaire d'Oman, le loumi est utilisé dans les cuisines du golfe Persique depuis le Moyen Âge. On le fait infuser entier, percé d'un coup de couteau, dans les bouillons et les boissons (dont aujourd'hui la bière). Râpé ou concassé (pour ôter les pépins) puis réduit en poudre, il sert d'assaisonnement pour les poissons et les salades.

### Usage thérapeutique
Le jus du fruit est utilisé dans les irritations buccales douloureuse et piqures d'insectes ou de coraux.
L'huile essentielle a une activité anti-migratoire anti-inflammatoire, elle inhibe les médiateurs pro-inflammatoires présents dans l'exsudat inflammatoire. La lime de Perse contient des coumarines photo sensibilisantes, et modérément irritante pour le peau. Le jus de citron de Tahiti, source naturelle de flavonoïdes, a été utilisé avec succès comme alternative aux anti-inflammatoires de synthèse pour le traitement de la dysménorrhée et des saignements menstruels excessifs, il influence l'équilibre des prostaglandines (2020).

### Huile essentielle
Giovanni Dugo, Luigi Mondello ont publié (2010) une comparaison de petit-grain de diverserse lime dont les limes acide, on y voit que les lieux de culture influencent énormément la composition , par exemple la lime de Tahiti du Brésil a une teneur en limonène de 34.5% alors que celle de Yaoudé est de 50%.
Pour l'HE du fruit, la composition est affectée par la méthode d'extraction, l'hydrodistillation abaisse le niveau de γ‑terpinène (12% contre 17% en super-critique) et β-pinène  (12.4% contre 14.4% en super-critique), en revanche les niveaux de neral et de géranial sont nettement plus élevés. Sawamura note que le monoterpènes sont dominants (78%) et que l'α-bergamotene joue un rôle dominant dans l'arome du fruit.
L'HE est sédative et utilisée pour tempérer l'anxiété et l'insomnie (elle prolonge le sommeil chez le souris).